# ایسم
ایسم (به لاتین: ismus) و (به فرانسوی: ismus)، که در بسیاری از واژگان زبان‌های مختلفی که از آن استفاده شده، در ابتدا از پسوند یونان باستان (ισμός -ismós) گرفته شده و از طریق لاتین به زبان‌های دیگر راه یافته است. این پسوند معنی «درگیر شدن با» یا «تقلید» و «پیروی» و بیشتر برای توصیف فلسفه‌ها، نظریه‌ها، ادیان، جنبش‌های اجتماعی و رفتار‌ها استفاده می‌شود.«ایسم» پسوندی خنثی است و بنابراین هیچ دلالت ذهنی با هیچ‌کدام از ایدئولوژی‌های بسیاری که هویت آن‌ها را متمایز می‌کند ندارد؛ این تنها به افکار عمومی و نگرش‌های فردی نسبت به یک ایدئولوژی خاص بستگی دارد.
مفهوم ایسم می‌تواند اشاره به همانند کردن یا شبیه بودن به روایت کلی و بزرگ اصلی از واژه باشد.

## تاریخچه
نخستین استفادهٔ ثبت شده از پسوند (ism) به عنوان یک واژهٔ جداگانه و متکی بر پایهٔ معنی خود در سال ۱۶۸۰ بود. این پسوند در سدهٔ نوزدهم، توسط توماس کارلایل به معنای ایدئولوژیِ از پیش تعریف شده استفاده شد. بعدها هم با همین مفهوم توسط نویسندگان دیگری مانند جولیان هاکسلی و جورج برنارد شاو استفاده شد. در اواسط سدهٔ نوزدهم در ایالات متحده، عبارت «آن ایسم» (the isms)، به عنوان یک لفظ موهن و مایهٔ رسوایی گروهی به کار گرفته شد تا جنبش‌های خواستار اصلاحات رادیکال و اصلاحات اجتماعی روز، همه را از یک قماش قلمداد شوند مانند: لیبرالیسم، فدرالیسم و سکولاریسم. همچنین، ایسم در برخی مواقع -ایزم نیز تلفظ می‌شود مانند: اروتیسیزم.
جنبش‌های مختلف دیگری نیز با معیارهای آن زمان، جریان‌های خارج از مسیر اصلی تلقی شدند (مانند معنویت روحانیون، مورمونیسم، جنبش وینایدا که اغلب به باور «عشق آزاد» و غیره متهم بودند). ساکنان جنوب اغلب به خود افتخار می‌کردند که در جنوب این کشور از همهٔ این ایسم‌های مخرب (به استثنای نهضت مخالفت با مصرف الکل، که با پافشاری سنتی پروتستان بر اخلاق فردی) سازگار بود، مبری می‌بوده‌اند؛ بنابراین در روزهای ۵ و ۹ سپتامبر ۱۸۵۶، روزنامهٔ اکسمینر در ریچموند، ویرجینیا سرمقاله‌های «دشمنان ما، ایسم‌ها و اهدافشان» را انتشار داد، در حالی که در سال ۱۸۵۸ «کاهن پروتستان» براون لوو خواستار ایجاد یک «جمعیت مبلغان مسیحی جنوب» برای گروانیدن شرکای آزادی، روحانیون، عاشقان آزاد، فوریه‌ای‌ها و اصلاح طلبان فریب‌خوردهٔ شمال، شده بود.